# Idaflieg

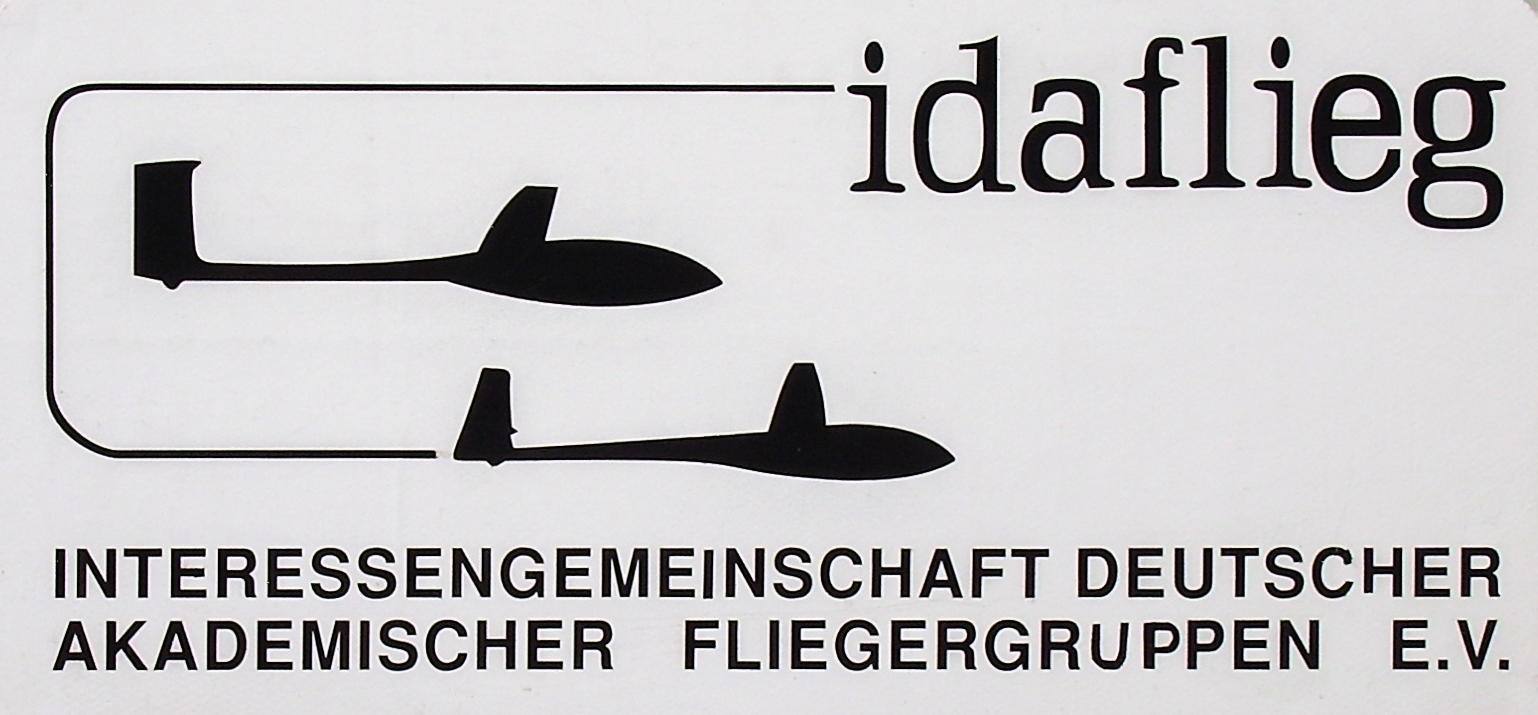
Logo der Idaflieg

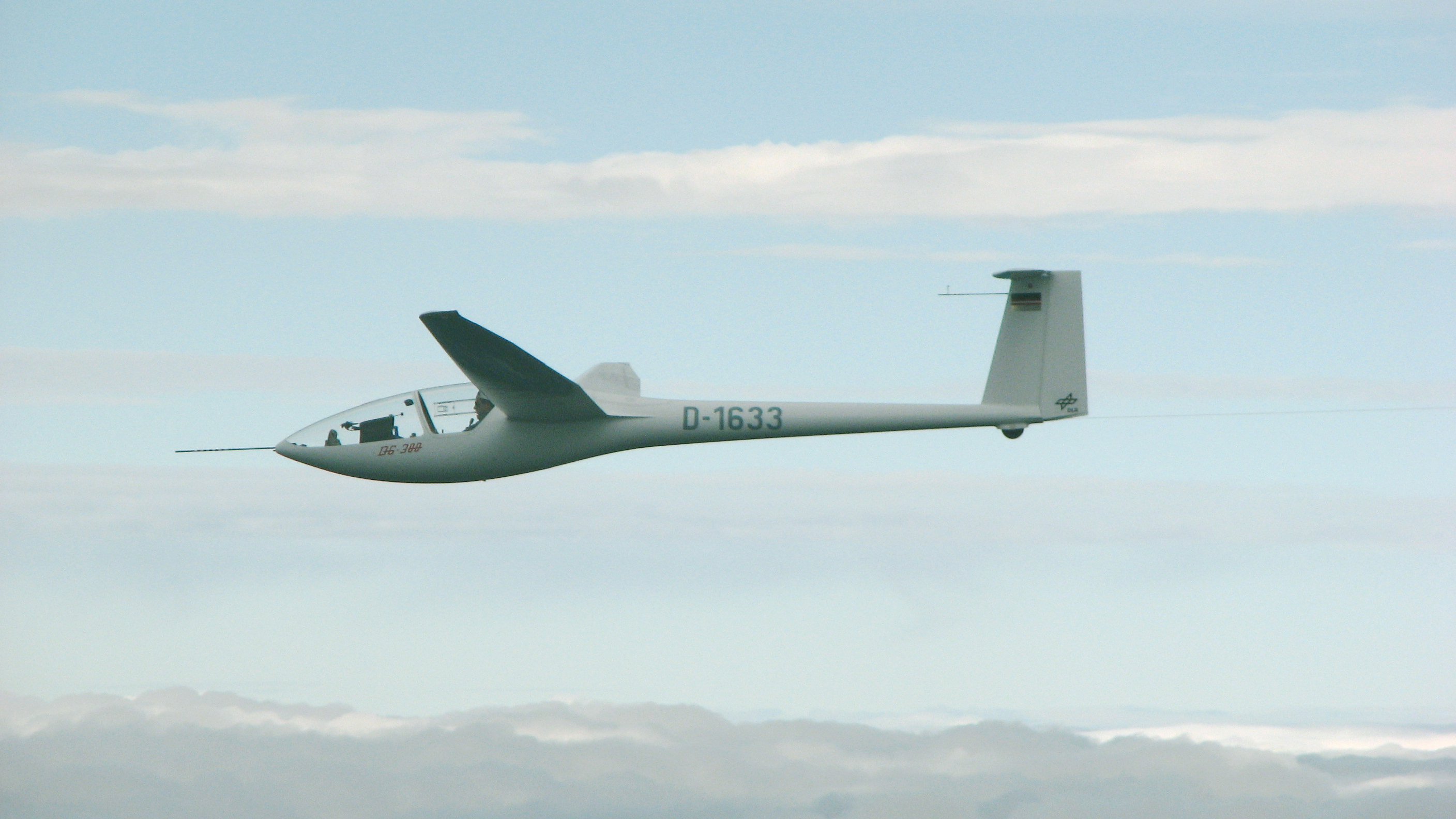
Referenzflugzeug DG-300-17 des DLR für Leistungsmessungen

Die Idaflieg (Kurzform für Interessengemeinschaft deutscher akademischer Fliegergruppen e. V.) ist der Dachverband der forschenden Akafliegs in Deutschland, sie vertritt diese nach außen und organisiert die Zusammenarbeit zwischen den Akafliegs sowie mit externen Forschungseinrichtungen wie beispielsweise dem Deutschen Zentrum für Luft- und Raumfahrt (DLR).
Gründungsmitglieder waren Anfang der 1920er Jahre während eines Rhöntreffens die akademischen Fliegergruppen aus Aachen, Berlin, Braunschweig, Danzig, Darmstadt, Dresden, Hannover, Köthen, München und Stuttgart.
Die Idaflieg veranstaltet jedes Jahr auf dem Flugplatz Stendal das Idaflieg-Sommertreffen, wo im Flugversuch die Flugeigenschaften und -leistungen von Segelflugzeugtypen sowie die Prototypen der  Akafliegs getestet werden.
International anerkannt ist die Idaflieg durch die gemeinsam mit dem Institut für Flugführung (IFF) der TU Braunschweig und dem DLR durchgeführten Flugleistungsvermessungen.
Die systematischen Flugeigenschaftsuntersuchungen der Idaflieg gehen auf Hans Zacher zurück, nach dem diese Messungen als „Zachern“ benannt wurden. Auf alljährlichen Wintertreffen an wechselnden Orten werden die Ergebnisse der Flugversuche des Sommertreffens sowie der Entwicklungsgrad laufender Projekte vorgestellt.
Als Träger gemeinsamer Fortbildungsmaßnahmen bietet die Idaflieg, unterstützt von leitenden Konstrukteuren der deutschen Segelflughersteller, ihren Mitgliedern ein Konstruktionsseminar an. Es werden regelmäßig Lehrgänge zur fliegerischen Aus- und Weiterbildung (Alpenflug, Anfängerschulung, Kunstflug, Streckenflug) angeboten und alle drei Jahre auf dem Flugplatz Kammermark ein Segelflugwettbewerb der Eigenkonstruktionen ausgerichtet.
Einem breiteren Publikum präsentiert sich der Verband im jährlichen Wechsel auf den Luftfahrtmessen ILA in Berlin und Aero in Friedrichshafen. Ergebnisse der Forschungs- und Entwicklungsarbeiten werden jährlich im Idaflieg-Berichtsheft veröffentlicht.
Für die aktiven Mitglieder der Idaflieg und ihre Projekte siehe den Artikel Akaflieg.